# 齊考諾肽
齊考諾肽（Ziconotide）是治疗严重慢性疼痛的药物。药物需注射到脊髓周围的空间内才會發揮作用。自2007年起，蘇格蘭國民保健署不再建议使用。使用剂量通常在3周内缓慢增加。
常见副作用包括头晕、精神错乱、头痛、眼球震颤和嗜睡 。严重的副作用包括可能精神病或脑膜炎。作用機轉是与N型鈣離子通道结合後，阻断傷害感受器。它不是阿片类药物。
齊考諾肽于2004年及2005年在美国及歐洲取得医疗使用許可 。最初是由蜗牛類的僧袍芋螺|（Conus magus）毒液制成。現在是依 ω-芋螺毒素肽的形式由化学合成制造。